# فالجيو
فالجيو هي كومونا (بلدية) في مدينة تورينو الحضرية في المنطقة الإيطالية بيدمونت ، اذ تقع في فال سانغوني ، وعلى بعد حوالي 30 كم غرب تورين .